# Copa de España de fútbol americano 2014
La Copa de España de fútbol americano 2014 fue la XIX edición de la Copa de España de fútbol americano, correspondiente a la temporada 2013/2014. La organizó la Federación Española de Fútbol Americano.
Ganó, por quinto año consecutivo, L'Hospitalet Pioners. 
Rivas Osos - Valencia Firebats el sábado 16 de noviembre de 2013 en el estadio Cerro del Telégrafo de Rivas y Las Rozas Black Demons - Valencia Giants el domingo 17 de noviembre de 2013 en El Cantizal de Las Rozas, disputaron la primera ronda de la que salieron los dos semifinalista que tendrían que enfrentarse a L'Hospitalet Pioners y Badalona Dracs, los dos equipos clasificados directamente para las semifinales.
El 23 de noviembre en el estadio Cerro del Telégrafo de Rivas, L'Hospitalet Pioners derrotaron a Rivas Osos y el 24 de noviembre en El Cantizal de Las Rozas, Badalona Dracs se impusieron a Las Rozas Black Demons en las semifinales.

## Cuadro
|  | Cuartos de final             | Cuartos de final             |                      |            | Semifinales                  | Semifinales                  |    |  | Final                  | Final                  |  |
|  | 16 y 17 de noviembre de 2013 | 16 y 17 de noviembre de 2013 |                      |            | 23 y 24 de noviembre de 2013 | 23 y 24 de noviembre de 2013 |    |  | 7 de diciembre de 2013 | 7 de diciembre de 2013 |  |
|  |                              |                              |                      |            |                              |                              |    |  |                        |                        |  |
|  |                              |                              |                      |            |                              |                              |    |  |                        |                        |  |
|  | Rivas Osos                   | 22                           |                      |            |                              |                              |    |  |                        |                        |  |
|  | Rivas Osos                   | 22                           |                      |            |                              |                              |    |  |                        |                        |  |
|  | Valencia Firebats            | 20                           |                      |            |                              |                              |    |  |                        |                        |  |
|  | Valencia Firebats            | 20                           |                      | Rivas Osos | 8                            |                              |    |  |                        |                        |  |
|  |                              |                              |                      | Rivas Osos | 8                            |                              |    |  |                        |                        |  |
|  |                              |                              | L'Hospitalet Pioners | 15         |                              |                              |    |  |                        |                        |  |
|  |                              |                              | L'Hospitalet Pioners | 15         |                              |                              |    |  |                        |                        |  |
|  |                              |                              |                      |            |                              |                              |    |  |                        |                        |  |
|  |                              |                              |                      |            |                              |                              |    |  |                        |                        |  |
|  |                              |                              |                      |            |                              | L'Hospitalet Pioners         | 31 |  |                        |                        |  |
|  |                              |                              |                      |            |                              |                              | 31 |  |                        |                        |  |
|  |                              |                              | Badalona Dracs       | 27         |                              |                              |    |  |                        |                        |  |
|  |                              |                              | Badalona Dracs       | 27         |                              |                              |    |  |                        |                        |  |
|  |                              |                              |                      |            |                              |                              |    |  |                        |                        |  |
|  |                              |                              |                      |            |                              |                              |    |  |                        |                        |  |
|  |                              | Las Rozas Black Demons       | 13                   |            |                              |                              |    |  |                        |                        |  |
|  |                              |                              | 13                   |            |                              |                              |    |  |                        |                        |  |
|  |                              |                              | Badalona Dracs       | 31         |                              |                              |    |  |                        |                        |  |
|  | Valencia Giants              | 17                           | Badalona Dracs       | 31         |                              |                              |    |  |                        |                        |  |
|  | Valencia Giants              | 17                           |                      |            |                              |                              |    |  |                        |                        |  |
|  | Las Rozas Black Demons       | 21                           |                      |            |                              |                              |    |  |                        |                        |  |
|  | Las Rozas Black Demons       | 21                           |                      |            |                              |                              |    |  |                        |                        |  |
|  |                              |                              |                      |            |                              |                              |    |  |                        |                        |  |

## Datos de la final
| Fecha                          | Campeón              | Subcampeón     | Resultado | Estadio                                |
| ------------------------------ | -------------------- | -------------- | --------- | -------------------------------------- |
| 7 de diciembre de 2013 (16.00) | L'Hospitalet Pioners | Badalona Dracs | 31-27     | Campo municipal de Montigalá, Badalona |